# Église Saint-Leopold-Mandić de Maglaj
L'église Saint-Leopold-Mandić est située en Bosnie-Herzégovine, sur le territoire de la ville de Maglaj et dans la municipalité de Maglaj. Cette église a été construite entre 1977 et 1979.